# Tetracanthella breviempodialis
Tetracanthella breviempodialis är en urinsektsart som beskrevs av Hermann Gisin 1963. Tetracanthella breviempodialis ingår i släktet Tetracanthella och familjen Isotomidae. Inga underarter finns listade i Catalogue of Life.